# Фудаи даимјо
Фудаи даимјо (譜代大名) је класа даимјоа који су били наследни вазали Токугава шогуната током Едо периода у Јапану. Класа фудаи даимјоа били су привржени и крајње лојални Токугави Ијејасуу, па су за време окршаја на Секигахари исказали оданост пружањем отворене помоћи Токугава клану. Захваљујући томе касније ће већином фудаи вазали испуњавати високе позиције у Токугава администрацији.

## Порекло
Многи кланови које су водили округе као "фудаи даимјои", долазили су из редова породица који су служили клану Токугава чак и пре него што се тај клан уздигао на позицију владајуће шогунске династије. Неки од њих су Хонда клан, Сакаи клан, Сакакибара клан, Ии клан, Итакура клан, и Мизуно клан. Четири велика генерала Токугаве Ијејасуа, Хонда Тадакацу, Сакакибара Јасумаса, Сакаи Тадацугу и Ии Наомаса, постали су фудаи даимјои још пре званичног успостављања Едо периода. Као додатак томе, неким огранцима Мацудаира клана (одакле потиче и сам Токугава клан) дозвољено је да постану "фудаи" и да задрже своје име.

## Током Едо периода
Како се Токугава Ијејасу уздигао на позицију владара у 16. веку, његова матична област се повећала па је био принуђен да за њено управљање обрати највернијим вазалима претварајући их у "даимјое". Тако су настали фудаи даимјои који су за разлику од тозаме ипак владали мањим областима, често и путевима око Канто регије, близу Еда (који је тада био главна база шогуната) како би контролисали феудалне владаре који нису били толико привржени шогунату. Као награду за верност фудаи даимјои су испуњавали висока места у влади па су политичке позиције попут роџуа и вакадошијориа, обично ишле њима. Висока позиција Кјото шошидајиа увек је ишла некоме од фудаи даимјоа.
Остали кланови који су оформљени после Азучи-Момојама периода су се такође класификовали као фудаи попут Огасавара и Дои клана.
Повремено се дешавало да једна породица промени статус "фудаи" даимјоа. То се десило Мацудаира клану у коме је Мацудаира Саданобу од фудаи клана уздигао своју породицу на шинпан даимјое који су директни рођаци Токугава породице. Може се десити и да један хатамото (директан вазал шогуна) чуије стипендирање износи више од 10.000 кокуа постане фудаи даимјо.

## Бакумацу и после
Многи фудаи даимјои били су укључени у политичке догађаје током Бакумацу периода као и у војне активности које су га пратиле. Два таква чувена фудаи даимјоа били су Огасавара Нагамичи и Итакура Кацукијо, који су званично били последњи роџуи, радећи активно ка јачању, реформи и одбрани шогуната као владајуће династије Токугава. Остали као што је био Мацудаира Мунехиде, били су укључени у дипломатију и спољашње послове.
Током Бошин рата, у периоду од 1868–69. године, неки од фудаи кућа, попут Тоде клана из области Огаки и Цу, удружили су се са шогунатом током прве борбе на Тоба-фушими али су после пораза променили страну или отишли северно успостављајући републику Езо. Неки су остали неутрални у рату док су остали (попут господара области Огаки и Цу) променили стране и отворено подржали јапанску царску армију. Огасавара Нагамичи и Итакура Кацукијо предводили су малу групу људи током првих борби против царске војске, али пошто су њихове области већ биле окупиране од стране непријатеља, били су принуђени да промене стране. Само један фудаи даимјо, Хајаши Тадатака области Јозаи, добровољно је напустио своју област ране 1868. године, повевши војску да се у име шогуната бори против царске војске. Такође, неколико фудаи даимјоа са севера земље, организовало се и оформило Северну алијанску, као последњу одбрану шогуна који се нешто раније повукао са власти.
Већина фудаи даимјоа је у нову Меиџи еру ушла мирно, владајући својим областима све до обарања хан система 1871. године. После тога, породице бивших даимјоа добили су нове (европске) титуле у реформисаном систему јапанских племићких класа.